# Districtul Bačka de Sud

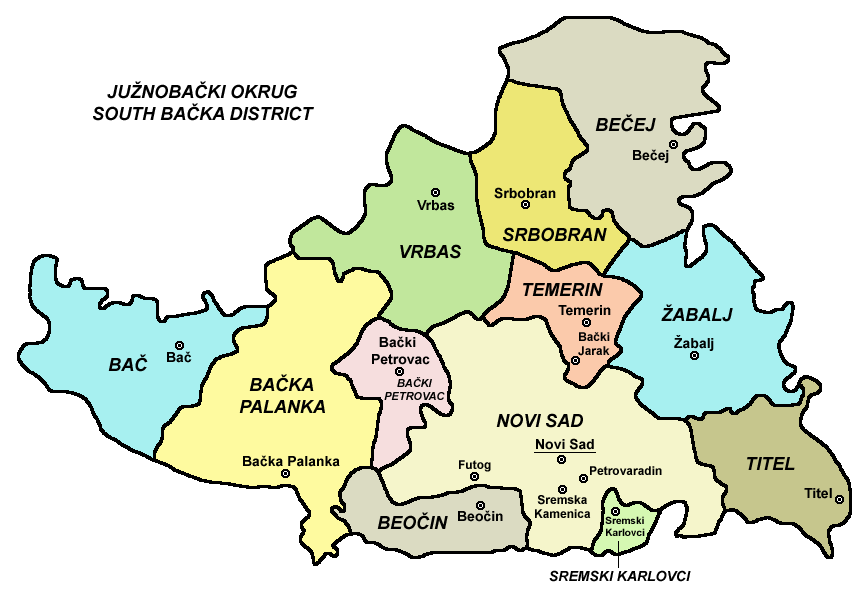

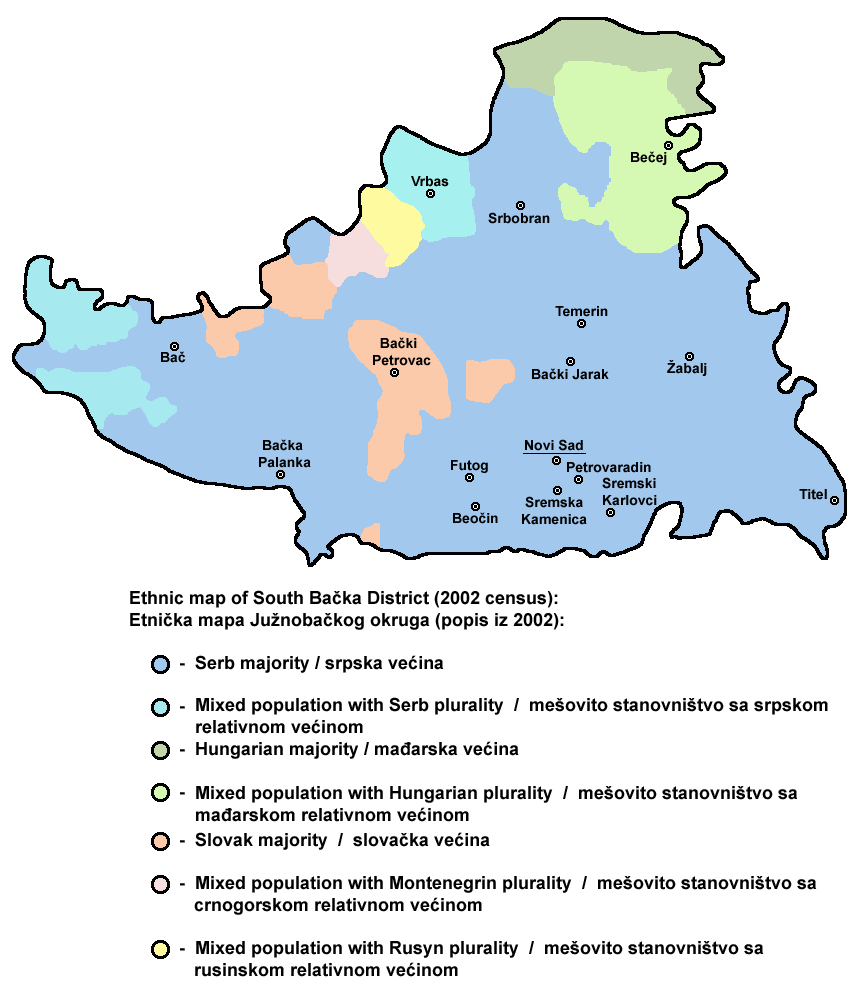

Districtul Bačka de Sud (în sârbă Јужнобачки округ) este o unitate administrativă de gradul I, situată în partea de nord a Serbiei. Reședința sa este orașul Novi Sad. Cuprinde 11 comune care la rândul lor sunt alcătuite din localități (orașe și sate) și orașul Novi Sad, cu 2.

## Comune
- Srbobran
- Bač
- Bečej
- Vrbas
- Bačka Palanka
- Bački Petrovac
- Žabalj
- Titel
- Temerin
- Beočin
- Sremski Karlovci

## Comune ce aparțin de aglomerațiaNovi Sad
- Novi Sad
- Petrovaradin